# Passo Brocon
Il passo Brocón è un valico alpino situato nel Trentino orientale che collega la valle del Vanoi con la conca del Tesino e con la valle della Senaiga.
Il passo si trova ad un'altezza di 1.616 m s.l.m., in comune di Castello Tesino, presso un piccolo altopiano pianeggiante utilizzato per l'alpeggio del bestiame, lungo la SP 79 del Passo Brocon che congiunge Castello Tesino con Canal San Bovo e con San Donato.

## Descrizione

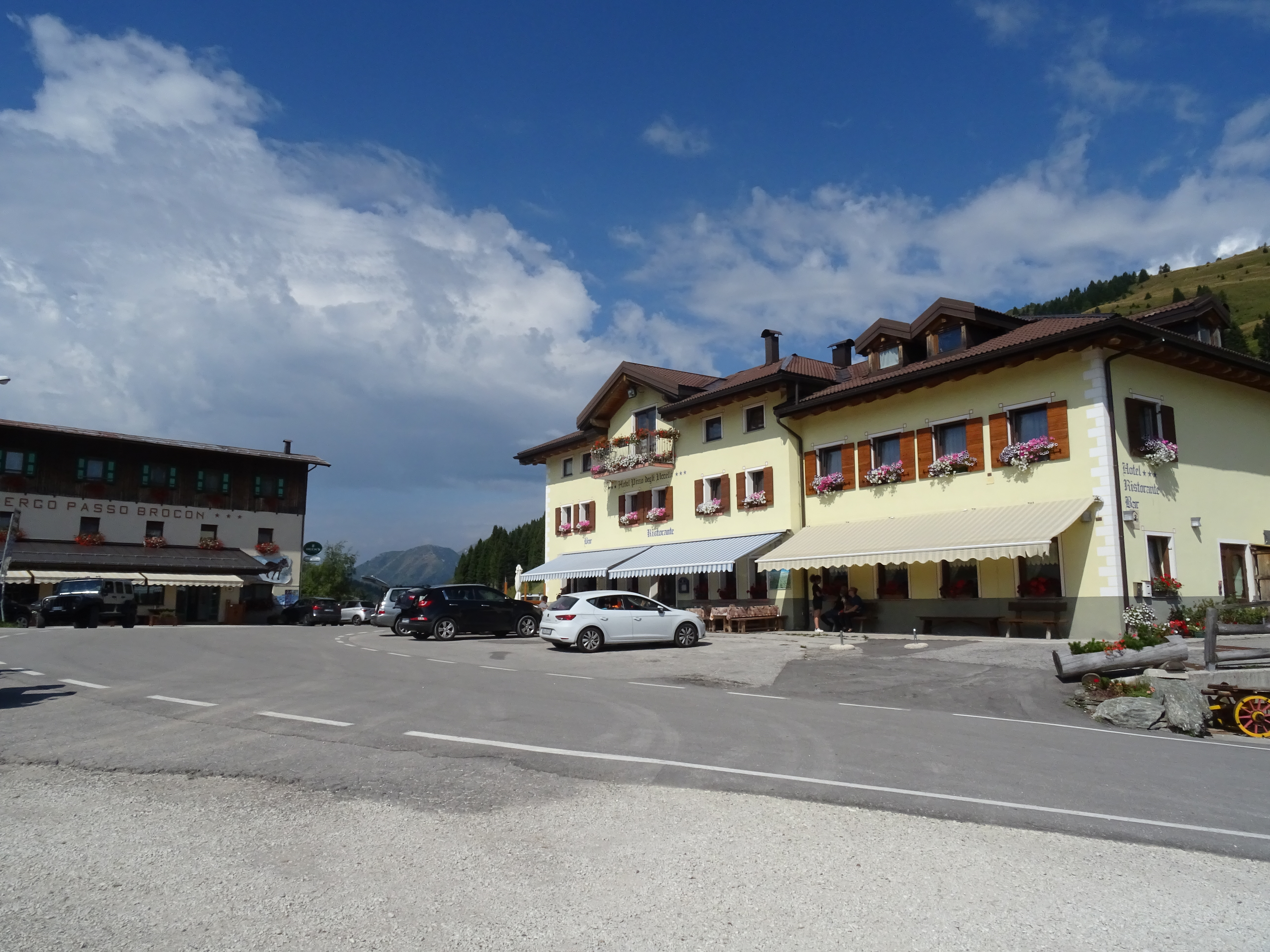
Le strutture ricettive sul passo.

Il toponimo Brocon deriva dalla pianta dell'erica carnea, volgarmente chiamata brocon.
L'attuale tracciato stradale venne progettato e realizzato agli inizi del XX secolo, sotto l'amministrazione dell'Impero austro-ungarico. Il monumento attualmente dedicato agli alpini, posto sul valico, è stato in realtà collocato in epoca asburgica per celebrare la costruzione di questa importante arteria. Con la conquista italiana del Tirolo meridionale venne ripensata la sua funzione e lo si dedicò alla memoria di un gruppo di alpini travolti da una valanga.
L'area del valico rivestiva una certa importanza dal punto di vista militare, essendo prossima al confine con il Regno d'Italia. La nuova strada carrozzabile permetteva inoltre il collegamento diretto fra la Valsugana e il distretto di Primiero. I lavori di costruzione dell'infrastruttura stradale iniziarono nel 1905 e vennero completati nel 1908.
La strada sterrata arriva invece dopo circa 15 km da San Donato di Lamon (950 m s.l.m.) È stata completata il 25-12-1915 dal Genio Militare Italiano e, molto suggestiva, rimane ancora sterrata. Attualmente è utilizzata soprattutto per l'esbosco, caccia e pesca, ciclo e moto turismo e trekking.
Nei pressi del passo è percorribile un interessante itinerario naturalistico (il Trodo dei fiori), che permette di osservare e conoscere la vasta flora alpina della catena dei Lagorai. Il percorso segue in parte una serie di trincee risalenti alla prima guerra mondiale; esse facevano parte di una seconda linea di difesa italiana e comprendono anche alcune postazioni di artiglieria.
Recentemente gli impianti di risalita e le infrastrutture del passo sono stati oggetto di un processo di riqualificazione e ammodernamento.
La strada S.P. 79 che dal passo Brocon va verso Ronco-Chiesa è stata chiusa al traffico in più occasioni per esbosco degli alberi caduti in seguito alla tempesta Vaia del 2018 e per la messa in sicurezza dovuta alle numerose crepe a seguito di una frana in atto sul versante del Vanoi. Le chiusure al traffico sono avvenute tra il 2/05/2023 e il 24/06/2023 e tra il 9/10/2023 e il 27/10/2023 dalla progressiva km 17+173 alla progressiva km 19+867 circa nel territorio del comune di Canal San Bovo.